# François-Vincent Toussaint
Pour les articles homonymes, voir Toussaint (homonymie).
François-Vincent Toussaint (Paris, 21 décembre 1715 - Berlin, 22 juin 1772) est un avocat, homme de lettres, traducteur et encyclopédiste français. Il est principalement connu pour son ouvrage Les Mœurs, qui fut frappé d'interdiction dès sa parution en 1748 et sa collaboration aux premiers volumes de l'Encyclopédie ou Dictionnaire raisonné des sciences, des arts et des métiers à laquelle il apporta des articles de jurisprudence.

## Biographie
Il travaille de 1746 à 1748 avec Denis Diderot et Marc-Antoine Eidous à la traduction de A Medicinal Dictionary de Robert James, qui devait devenir le Dictionnaire universel de médecine.
Il traduisit également The Adventures of Peregrine Pickle de Tobias Smollett et créa la table des matières de l'édition de 1749 de De l'esprit des lois de Montesquieu.
Lorsqu'il publie son livre Les Mœurs (1748), celui-ci fit scandale : l'un des personnages du livre semblait notamment dépeindre la reine Marie Leszczynska. Pourtant ce fut également un succès : l'année même de sa publication, il fut réédité treize fois. Toussaint se tire finalement de cette affaire sans dommage grâce à ses relations avec le comte de Maurepas.
En 1754, Grimm lui confie la direction du Journal des étrangers. En 1756, il dirige le Journal de Jacques Gautier d'Agoty.
Cependant, en 1757, le vent politique tourne en sa défaveur : Robert François Damiens tente d'assassiner Louis XV et, en 1758, Claude-Adrien Helvétius achève de publier De l'esprit. Les adversaires des Lumières profitèrent de ces incidents pour appuyer leur autorité et essayer de museler les encyclopédistes. Les Mœurs est alors présenté comme un livre pouvant conduire au régicide. Toussaint doit alors vendre ses livres et ceux de Helvétius sous le manteau.
Il s'exile à Bruxelles avant de se rendre à Berlin en 1764. Il est fait membre à part entière de l'Académie royale des sciences de Prusse (dont il était associé étranger depuis 1751). Il publie également en 1763 un Éclaircissement à son ouvrage Les Mœurs dans lequel il fait sa défense. Il est fait professeur de l'Académie des Nobles qui venait d'être fondée par Frédéric II de Prusse. Il fut l'un des rédacteurs du Journal littéraire publié à Berlin.
Il meurt en 1772, pauvre, laissant sa veuve et ses sept enfants. Bien que Les Mœurs fût son plus grand succès, il regretta toute sa vie de l'avoir écrit. Certaines parties de son livre furent réutilisées dans des articles de l’Encyclopédie.

## Œuvres
- Mémoires secrets pour servir à l'histoire de Perse / François-Vincent Toussaint / Nouvelle édition, revue corrigée et augmentée / Amsterdam : Aux dépens de la Compagnie , 1746
- Les moeurs. Troisième édition. / [S.l.] , 1748
- Les Moeurs de François-Vincent Toussaint / Lausanne : M.-M. Bousquet , 1748
- Lettre de Mr Toussaint, auteur du livre des Moeurs. Destinée à faire voir qu'un autre n'est pas lui / Leide : De l'imp. d'Elie Luzac, fils 1750. Et se trouve à La Haye chez Daniel Aillaud, libraire à la sale de la cour , 1750
- Histoire des passions, ou Aventures du chevalier Shroop / ouvrage traduit de l'anglois... / La Haye : J. Neaulme , 1751
- Les moeurs / [Panage] / Nouvelle édition / Londres : Wilcox , 1751
- Réponse des auteurs du Journal étranger, à la feuille des Nouvelles ecclésiastiques du 3 juillet 1754 / A Paris] , 1754
- Les Moeurs de François-Vincent Toussaint / [S.l.] : [s.n.] , 1755
- Les moeurs ... / [François V. Toussaint] / [S.l.] : [s.n.] , 1755
- Extrait des observations sur la physique et les arts. Lettre a l'auteur ... / [Paris] : [s.n.] , 1757
- Les moeurs / Nouvelle édition revue & corrigée ... / Amsterdam : Aux dépens de la Compagnie , 1760
- Éclaircissement sur les Moeurs / par l'auteur des "Moeurs" [F.-V. Toussaint]... / Amsterdam : M. M. Rey , 1762
- Anecdotes curieuses de la Cour de France sous le règne de Louis XV / François-Vincent Toussaint ; texte original publié pour la première fois avec une notice et des annotations par Paul Fould / Paris : Plon-Nourrit et cie , 1905
- Anecdotes curieuses de la cour de France sous le règne de Louis XV / François-Vincent Toussaint ; texte original publié pour la première fois avec une notice sur Toussaint et des annotations par Paul Fould / Deuxième édition / Paris : Plon-Nourrit , 1908
- Les moeurs / [Panage] / Westmead (Farnborough Hants England) : Gregg International Publishers , 1972
- Les moeurs [Ressource électronique] / Toussaint, François-Vincent / Nouvelle edition. / [Farmington Hills, Mich] : Cengage Gale , 2009
- Manners : Translated from the French / Toussaint, François-Vincent / The second edition. / [Farmington Hills, Mich] : Cengage Gale , 2009
- Essai, sur le rachat des rentes et redevances foncieres / Toussaint, François-Vincent / [Farmington Hills, Mich] : Cengage Gale , 2009
- Manners: translated from the French of Les mœurs. : Wherein the principles of morality, or social duties, piety, wisdom, prudence, fortitude, justice, temperance, love, friendship, humanity, &c. Are described in all their branches; the obligations of them shewn to consist in our nature; and the enlargement of them strongly enforced / Toussaint, François-Vincent / [Farmington Hills, Mich] : Cengage Gale , 2009
- Manners: translated from the French: wherein the principles of morality, or social duties, Viz. Piety, Wisdom, Prudence, Fortitude, Justice, Temperance, Love, Friendship, Humanity, &c. &c. &c. are described in all their branches; the Obligations of them shewn to consist in our Nature; and the enlargement of them strongly enforced [Ressource électronique] / Toussaint, François-Vincent / The second edition, carefully corrected. / [Farmington Hills, Mich] : Cengage Gale , 2009
- Manners. : Translated from the French / Toussaint, François-Vincent / The fourth edition. / [Farmington Hills, Mich] : Cengage Gale , 2010
- Les mœurs...Premiere[-troisième] partie / [Sans lieu] , M. DCC.XLVIII
- Magazin für die Philosophie und ihre Geschichte. Aus den Jahrbüchern der Akademien angelegt von Michae Hißmann, der Weltweisheit Doktor in Göttingen. Zweyter Band.
- Eclaircissement sur les mœurs, par l'auteur des Moeurs / A Amsterdam, chez Marc-Michel Rey. M. DCC. LXII
- Les mœurs. Nouvelle édition, revue & corrigée / A Berlin. M. DCC.LVII
- Les mœurs. Respicere exemplar vitæ morumque. Hor. ad Pis / [S. l.] M. DCC. XLVIII
- Discours sur la médisance / Toussaint
- Les mœurs. Respicere exemplar vitæ morumque. Hor. ad Pis / [S. l.] M. DCC. XLVIII
- Essai, sur le rachat des rentes et redevances foncières. / A Londres. M. DCC.LI.
- Les mœurs...Premiere[-troisième] partie / A Amsterdam, Aux dépens de la compagnie. M.DCC. LXIII
- Pièces détachées relatives au clergé séculier et régulier. Troisieme partie.

## Autres traductions
- Essai sur le rachat des rentes, trad. de l'anglais, Londres (Paris), 1751.
- Recueil d'actes et de pièces concernant le commerce des divers pays de l'Europe, trad. de l'anglais, 1754. In : Discours politiques de D. Hume, Amsterdam, Mauvillon, 1761, vol. 3 (sous le pseudonyme : Mr. de T ***).

- La vie et les aventures du Petit Pompée. Histoire critique. Traduite par l'Anglois par M. Toussaint, I, Londres, Marc Michel Rey, 1752.
- Histoire et aventures de Sir Williams Pickle. Ouvrage traduit de l'Anglois, I, Amsterdam, Marc Michel Rey, 1753.
- Extrait des oeuvres de Mr. Gellert contenant ses apologues, ses fables, et ses histoires, traduit de l'allemand en françois par M. Toussaint, II, Zullichow, Aux Depens de la Maison des Orphelins et de Frommann, 1768.